# Heavies tendres
Heavies tendres és una sèrie de televisió catalana autobiogràfica escrita per Juanjo Sáez. L'emissió fou originalment al Canal 33, el 4 de febrer de 2018, i consisteix en vuit episodis de vint minuts de duració. Igualment que l'anterior sèrie de Juanjo Sáez, Arròs covat, aquesta està feta amb les tècniques d'animació.
Als guions han participat Mario Torrecillas, Natalia Durán, Yago Alonso, Enric Pardo i Iván Morales. De directors hi ha Carlos Pérez-Reche, Ginesta Guindal i Nely Reguera.

## Repartiment de veus
- Juanjo està doblat per Xavi Teixidó.
- Miquel, per Pol López.
- Clara, per Laia Manzanares.
- Rosa, per Marc Martínez.
- Marc, per Artur Busquets.
- Pep, per Àlex Monner.
- El narrador és Iván Morales.[4]